# Pavlovci (żupania pożedzko-slawońska)
Pavlovci – wieś w Chorwacji, w żupanii pożedzko-slawońskiej, w gminie Brestovac. W 2011 roku liczyła 190 mieszkańców.